# OpenIndiana
OpenIndiana é um sistema operacional de computador Unix-like lançado como software livre e open source. É uma bifurcação do OpenSolaris, que após sua descontinuação do projeto pela Oracle visa continuar o desenvolvimento da distribuição da base de código binária OpenSolaris.  O projeto opera sob a égide da Illumos Foundation. O objetivo declarado do projeto é "[...] para se tornar a distribuição OpenSolaris de fato instalado em servidores de produção, onde segurança e correções de bugs são requeridas gratuitamente".

## História

### Origens
Projeto Indiana foi concebido originalmente pela Sun Microsystems, para construir uma distribuição de binário em torno da base de código fonte OpenSolaris.
OpenIndiana foi lançado na época em que as negociações entre a Oracle e a Sun Microsystems foram acontecendo, a respeito da aquisição da SUN pela Oracle, a fim de garantir a continuidade e desenvolvimento de um sistema operacional baseado em OpenSolaris. O qual era amplamente utilizado. A Incerteza entre a comunidade de desenvolvedores OpenSolaris levou alguns membros para formar planos preliminares para um fork da base de código existente.
Estes planos atingiram  seu ápice  após o anúncio da descontinuação do suporte Oracle para o projeto OpenSolaris.

### A reação inicial
O anúncio formal do projeto OpenIndiana foi feito em 14 de setembro de 2010 no JISC Centre, em Londres . A primeira versão do sistema operacional foi disponibilizado publicamente, ao mesmo tempo, apesar de ser não testado. A razão para o lançamento não foi testado foi que a equipe OpenIndiana definir uma data de lançamento à frente do Oracle OpenWorld, a fim de antecipar o lançamento do Solaris 11 Express.
O anúncio da OpenIndiana foi recebida com uma resposta positiva, principalmente, mais de 350 pessoas visto o anúncio online, a imagem ISO foi baixado mais de 2000 vezes, conta o Twitter obteve mais de 500 seguidores,  e numerosos notáveis sites imprensa de TI escreveram sobre o lançamento. A largura de banda de transmissão do anúncio foi substancial, observou a 350Mbit/second superior. O servidor de rede depósito pacote experimentado 20x de tráfego tanto interesse em sua distribuição do que originalmente planejado, resultando em mais segmentos mais tarde sendo provisionados.
Nem tudo relato foi positivo, e alguns artigos on-line têm questionado a relevância da Solaris, dada a penetração no mercado do Linux. Um artigo era crítico do lançamento OpenIndiana citando uma falta de profissionalismo no que diz respeito da liberação build não testada, e falta de compromisso do projeto com um cronograma de lançamento.

### Preocupações comunitárias
Com a distribuição binária do OpenSolaris mudou-se para Solaris Express e o feed em tempo real de atualizações do OpenSolaris interrompido, preocupações abundou sobre o que aconteceria com OpenIndiana se a Oracle decidiu parar de alimentar o código-fonte para a comunidade. A equipe OpenIndiana mitigado essas preocupações quando eles anunciaram sua intenção de mover o código fonte de alimentação para a Illumos Foundation.
Foram levantadas preocupações sobre a interrupção possível do livre acesso para o compilador da Oracle de propriedade sendo usado para produzir OpenIndiana. Em resposta, OpenIndiana foi modificada para ser capaz de compilar sob o código aberto GNU Compiler Collection. Trabalho sobre OpenIndiana está em curso para fazer os binários compilados tanto arranque e estável em um maior número de máquinas (placas-mãe, chipsets, processadores, e HBAs).
A HCL (Hardware Compatibility List) continua a ser um pouco informal, fragmentado e não-centralizada exige pesquisa do usuário final quanto para a seleção de hardware.  A falta de um abrangente centralizado HCL pode ser um artefato devido ao fato de que o Device Driver Utility faz parte da distribuição binária do OpenSolaris e utiliza usa um velho endereço de e-mail da Sun Microsystems agora sob controle da Oracle.

## Relação com Solaris, Solaris Express, Illumos
Enquanto OpenIndiana é um fork, no sentido técnico, é uma continuação do OpenSolaris em espírito. O projeto pretende entregar um System V sistema operacional da família que é binário-compatível com os produtos Oracle Solaris 11 e 11 do Solaris Express. No entanto, ao invés de se basear na consolidação OS/Net como OpenSolaris era, OpenIndiana se tornará uma distribuição construída em torno do kernel Illumos (a primeira versão ainda é baseado no OS/Net). O projeto faz usar o mesmo sistema de gerenciamento de pacotes IPS como OpenSolaris.
A base de código do OpenIndiana baseia-se atualmente a maioria do código publicamente disponível a partir da Oracle, apesar de versões futuras será baseado no código Illumos. O projeto também é despendido esforços para tornar a sua base de código independente da ferramentas de propriedade da Oracle como o Sun Studio, embora esse não é o foco principal do projeto.